# Farruh Sayfiyev
Farruh Sayfiyev (17 gennaio 1991) è un calciatore uzbeko, centrocampista del Neftchi Fergana e della nazionale uzbeka.

## Carriera

### Club
Ha giocato nel campionato uzbeko.

### Nazionale
Ha esordito in nazionale nel 2014.
Ha partecipato alla Coppa d'Asia del 2015, a quella del 2019 ed a quella del 2023.

## Statistiche

### Cronologia presenze e reti in nazionale
| Cronologia completa delle presenze e delle reti in nazionale ― Uzbekistan | Cronologia completa delle presenze e delle reti in nazionale ― Uzbekistan | Cronologia completa delle presenze e delle reti in nazionale ― Uzbekistan | Cronologia completa delle presenze e delle reti in nazionale ― Uzbekistan | Cronologia completa delle presenze e delle reti in nazionale ― Uzbekistan | Cronologia completa delle presenze e delle reti in nazionale ― Uzbekistan | Cronologia completa delle presenze e delle reti in nazionale ― Uzbekistan | Cronologia completa delle presenze e delle reti in nazionale ― Uzbekistan |
| Data                                                                      | Città                                                                     | In casa                                                                   | Risultato                                                                 | Ospiti                                                                    | Competizione                                                              | Reti                                                                      | Note                                                                      |
| ------------------------------------------------------------------------- | ------------------------------------------------------------------------- | ------------------------------------------------------------------------- | ------------------------------------------------------------------------- | ------------------------------------------------------------------------- | ------------------------------------------------------------------------- | ------------------------------------------------------------------------- | ------------------------------------------------------------------------- |
| 17-1-2019                                                                 | al-'Ayn                                                                   | Giappone                                                                  | 2 – 1                                                                     | Uzbekistan                                                                | Coppa d'Asia 2019 - 1º turno                                              | -                                                                         | 69’                                                                       |
| 21-1-2019                                                                 | al-'Ayn                                                                   | Australia                                                                 | 0 – 0 dts (4-2 dtr)                                                       | Uzbekistan                                                                | Coppa d'Asia 2019 - Ottavi di finale                                      | -                                                                         | 105’                                                                      |
| Totale                                                                    |                                                                           | Presenze                                                                  | 2                                                                         |                                                                           | Reti                                                                      | 0                                                                         |                                                                           |

## Palmarès

### Club

#### Competizioni nazionali
- Coppa dell'Uzbekistan: 3

Nasaf Qarshi: 2015
Paxtakor: 2019, 2020
- Supercoppa dell'Uzbekistan: 3

Nasaf Qarshi: 2016
Paxtakor: 2021, 2022
- Campionato uzbeko: 5

Paxtakor: 2019, 2020, 2021, 2022, 2023